# Gustave Chauvet

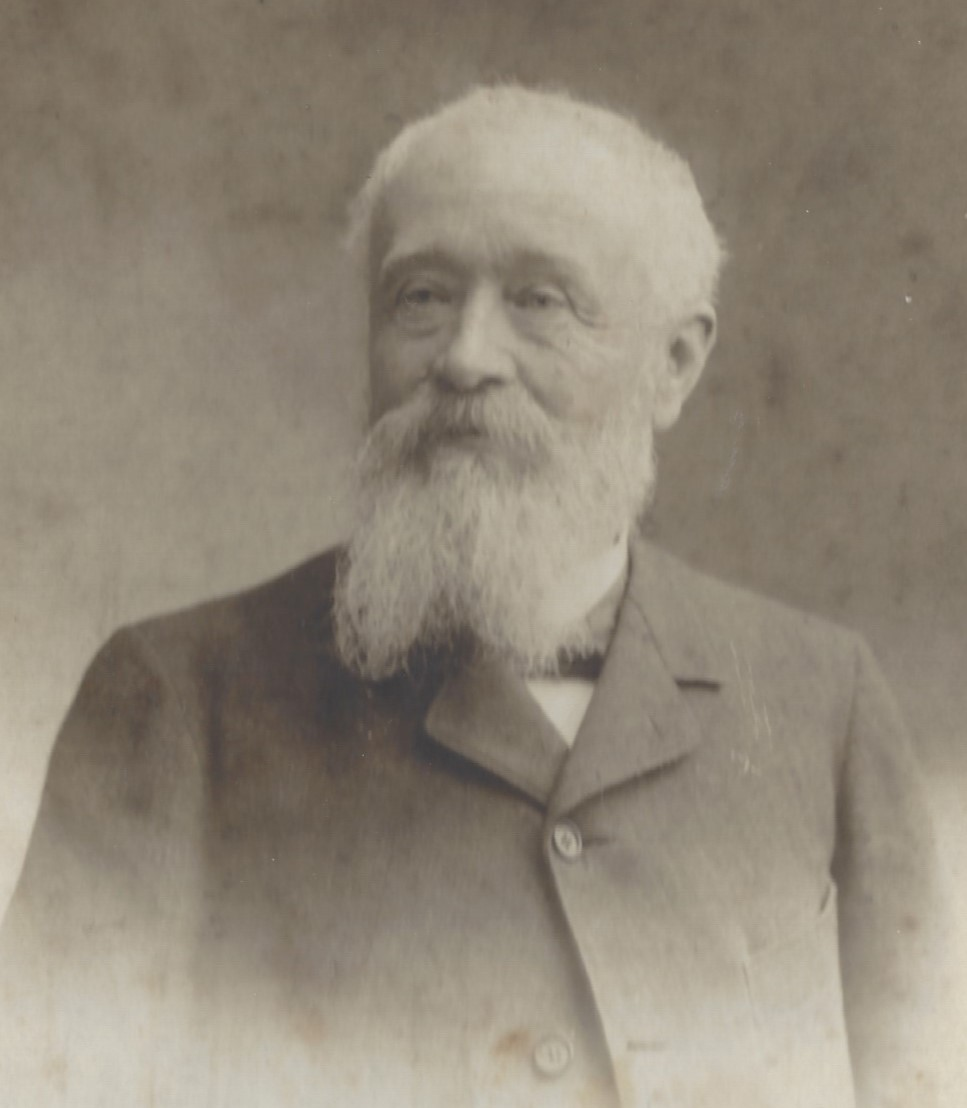
Gustave Chauvet im fortgeschrittenen Alter

Gustave Chauvet (* 17. Februar 1840 in Pérignac; † 3. April 1933) war ein französischer Geologe, Prähistoriker und Archäologe.

## Leben
Gustave Chauvet wurde 1840 in der Charente als Sohn von Louis-Jacques-Camille Chauvet geboren, der am 25. Juli 1814 zur Welt gekommen war, und der 1834 an der Universität Poitiers sein Bacalaureat absolviert hatte. Über Gustaves Kindheit ist fast nichts bekannt, außer, dass er in einem gebildeten Elternhaus aufwuchs. Am 31. Juli 1858 erlangte er, wie sein Vater zwei Jahrzehnte zuvor, den Titel eines bachelier ès sciences. Am 17. Juni 1867 wurde er Mitglied der Société géologique de France. Neun Jahre lang lebte Chauvet in Paris, ging jedoch darauf nach Pons in der Charente, da ihn die dortigen urgeschichtlichen Entdeckungen und die Lehre Darwins faszinierten.
Im Umkreis seines neuen Wohnortes waren schon seit mehr als drei Jahrzehnten zahlreiche Artefakte ausgegraben worden, ebenso wie sich über die Fachwelt hinaus Begeisterte für die Erforschung der Megalithen einfanden. Schon 1870 konnte Chauvet einen Fund aus Marjolence unweit von Pons publizieren, darunter mehrere Skelette, die zu einem kleinen Dolmen gehörten. Chauvet zog nach Édon, etwa 40 km von Angoulême entfernt, sechs Jahre später nach Ruffec. 1872 zeigte er beim Congrès de l'association française pour l'Avancement des Sciences seine Funde aus der Grotte du Ménieux an. 1873 beschrieb der die neolithische Begräbnishöhle von la Gélie bei Edon. 1881 grub er in La Quina, wo später ein fast vollständiges Neandertalerskelett zu Tage trat. Moustérienfunde aus Edon veranlassten ihn zu der Hypothese, zu jener Zeit sei bereits mit einem Instrument ähnlich der südamerikanischen Bola gejagt worden. 1883 wiederum grub Chauvet in Gros-Guignon de Savigné (Vienne), einer Fundstelle der frühen Eisenzeit.
Neben dieser Ausweitung seiner archäologischen Interessen publizierte er auch zu aktuellen Themen, wie zum Weinbau, oder zu den amerikanischen Lachsarten, aber auch zu gallischen Münzen und gallo-römischen Monumenten, bis hin zur religiösen Ikonographie.
Wesentliche Monographien zur Urgeschichte entstanden neben der genannten aus dem Jahr 1882 im Jahr 1896 mit Une cachette d'objets en bronze trouvée à Vénat, dann zu Stations humaines quaternaires de la Charente, die 1899 erschienene vergleichende Arbeit über Sepultures prehistoriques de la Charente et de l'Egypte, dann die Arbeit von 1903 zu den Bronzearbeiten der Charente, schließlich die 1915 erschienene, 40-seitige Arbeit zu den Objekten im Museum von Angoulême sowie über die Grotte du Chaffaud aus dem Jahr 1919.
Nach seiner Emeritierung versuchte Chauvet die Kenntnis von der Urgeschichte der Region bekannt zu machen, wobei seine Sammlung zunächst im Mittelpunkt stand, die er der Universität Poitiers samt seinen Aufzeichnungen und Büchern vermachte. Er war mehrfach Präsident der Société archéologique de la Charente (jeweils 12. Dezember, bzw. 9. Dezember 1883–1885, 1894–1896, 1902–1904, 1909), korrespondierendes Mitglied der Société des antiquaires de France, Mitglied der geologischen Gesellschaft, der Société géologique de France und weiterer Wissenschaftsinstitutionen; darüber hinaus erhielt er eine lange Reihe von Auszeichnungen.

## Veröffentlichungen (Auswahl)
- Stations humaines quaternaires de la Charente, in: Bulletin de la Société archéologique et historique de la Charente (1896) 221–336. (Digitalisat)
- Silex taillés du Nil et de la Charente (comparaisons) G. Chasseignac, Angoulême 1899.
- La préhistoire en Charente, Mans 1913. (Digitalisat)